# Adenis Roberto de Oliveira
Adenis Roberto de Oliveira (Vargem Bonita, 8 luglio 1974) è un vescovo cattolico brasiliano.

## Biografia
Adenis Roberto de Oliveira è nato a Vargem Bonita, nello stato brasiliano di Santa Catarina, l'8 luglio 1974.
Entrato nel seminario dei Missionari Servi dei Poveri di Joaçaba nel 1988, ha poi completato gli studi di filosofia (dal 1993 al 1996) e teologia (dal 1997 al 2000) a Curitiba. È stato ordinato diacono l'11 marzo 2001 a Curitiba dall'allora arcivescovo Pedro Antônio Marchetti Fedalto, per poi ricevere l'ordinazione sacerdotale il successivo 15 settembre nella sua città natale dal vescovo di Joaçaba Osório Bebber.
Dopo la sua ordinazione, è stato parroco, prima a Ibicaré e poi a Curitiba fino al 2007, quando si è trasferito a Roma per studiare teologia morale presso la Pontificia Accademia Alfonsiana fino al 2010. Dal 2006 al 2018 è stato inoltre consigliere e segretario generale della propria congregazione e dal 2015 al 2022 parroco della chiesa romana di Santa Maria della Perseveranza. Rientrato in Brasile, il 22 ottobre 2022 è stato nominato rettore del seminario cusmaniano Mater Misericordiae di Igarapé e dal 12 novembre anche parroco di una parrocchia della stessa città.
Il 28 febbraio 2024 è stato nominato vescovo ausiliare di Curitiba da papa Francesco, venendo al contempo investito della sede titolare di Ermiana. L'11 maggio dello stesso anno ha ricevuto l'ordinazione episcopale dalle mani dell'arcivescovo di Curitiba José Antônio Peruzzo, co-consacranti il vescovo di Joaçaba Mário Marquez e dall'eparca di Prudentópolis degli Ucraini Meron Mazur. 

## Genealogia episcopale
La genealogia episcopale è:
- Cardinale Scipione Rebiba
- Cardinale Giulio Antonio Santori
- Cardinale Girolamo Bernerio, O.P.
- Arcivescovo Galeazzo Sanvitale
- Cardinale Ludovico Ludovisi
- Cardinale Luigi Caetani
- Cardinale Ulderico Carpegna
- Cardinale Paluzzo Paluzzi Altieri degli Albertoni
- Papa Benedetto XIII
- Papa Benedetto XIV
- Papa Clemente XIII
- Cardinale Marcantonio Colonna
- Cardinale Giacinto Sigismondo Gerdil, B.
- Cardinale Giulio Maria della Somaglia
- Cardinale Carlo Odescalchi, S.I.
- Vescovo Eugène de Mazenod, O.M.I.
- Cardinale Joseph Hippolyte Guibert, O.M.I.
- Cardinale François-Marie-Benjamin Richard
- Cardinale Pietro Gasparri
- Cardinale Clemente Micara
- Arcivescovo Armando Lombardi
- Arcivescovo Armando Círio, O.S.I.
- Arcivescovo José Antônio Peruzzo
- Vescovo Adenis Roberto de Oliveira, S.d.P.